# Paspalum bonairense
Paspalum bonairense är en gräsart som beskrevs av Johannes Jan Theodoor Henrard. Paspalum bonairense ingår i släktet tvillinghirser, och familjen gräs. Inga underarter finns listade i Catalogue of Life.